# 지하역

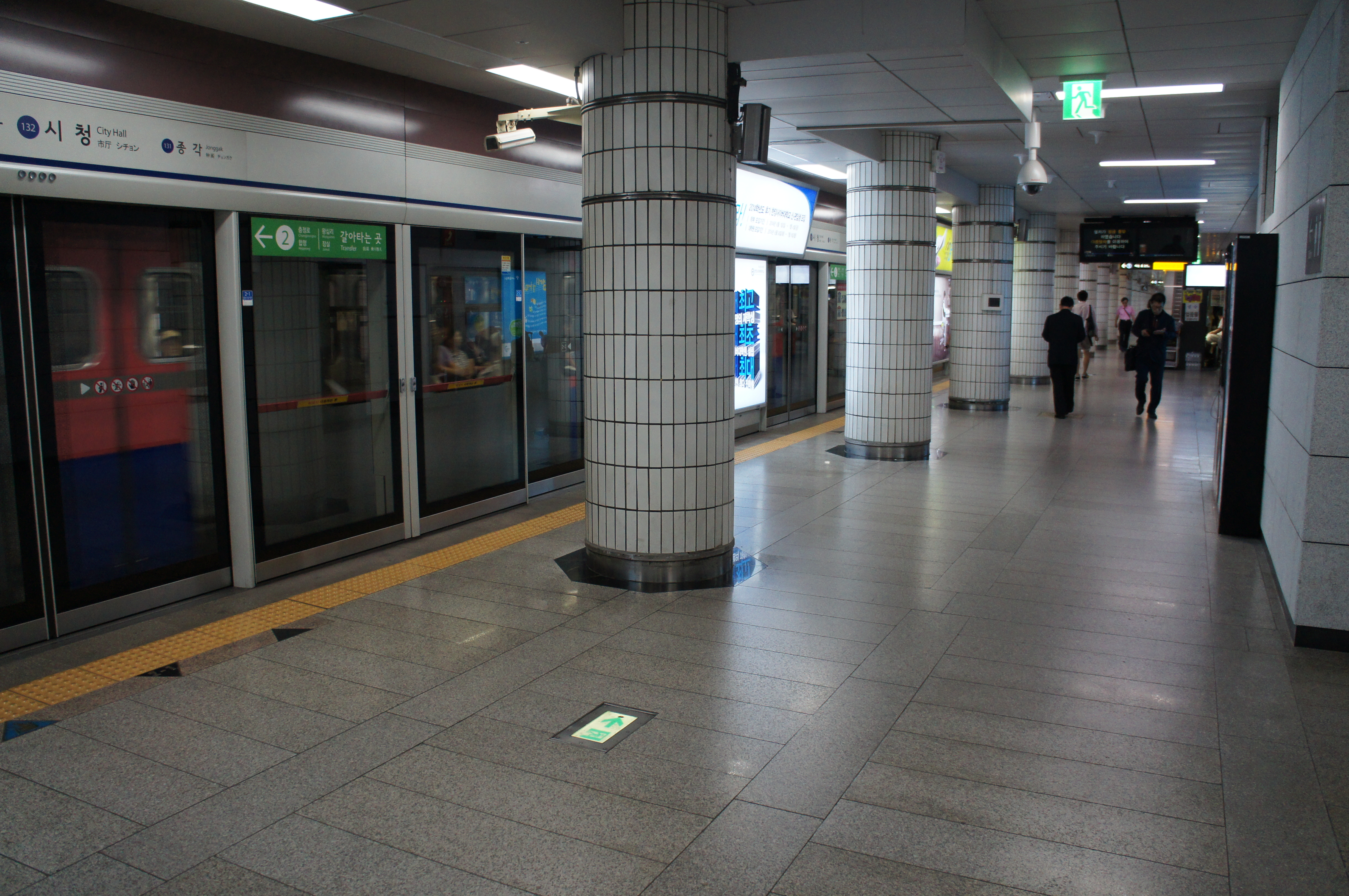
시청역 (서울)

지하역(地下驛)은 플랫폼이 지하에 있는 철도역이다.

## 특징
지하에 역을 개설하는 것으로, 역의 규모에 비해 구조물이 거대해져 건설비가 매우 비싸지는 것 외에 개업 후의 유지비도 많이 들고, 또한 재해 복구에도 수고가 든다는 단점이 있다. 그러나 역사를 완전히 지하화하면 지상의 땅을 점유하지 않기 때문에 토지에 여유가 없다대도시에서는 노선 자체나 노선의 일부 구간으로서 역의 지하화가 이루어진다.이 밖에도 홈 증설이나 홈 폭 확장도 어려운 단점도 존재한다.또한 일조를 차단하지 않고 소음원도 되기 어려우므로 공해의 억제라는 의미에서는 우위이다.